# Stenalcidia roccaria
Stenalcidia roccaria là một loài bướm đêm trong họ Geometridae.